# Ducati World Racing Challenge
Ducati World Racing Challenge (Ducati World en Europa) es un videojuego de carreras de motocicletas de 2001 con licencia de la marca Ducati desarrollado por Attention to Detail y publicado por Acclaim Entertainment para Dreamcast, PlayStation y Windows. Fue lanzado para PlayStation el 2 de enero de 2001, para Windows el 9 de febrero de 2001 y para Dreamcast el 13 de febrero de 2001.

## Jugabilidad
En este juego de motocicletas con licencia de la marca Ducati, los jugadores pueden competir con una variedad de motocicletas Ducati que van desde la Daytona 350 de la década de 1960 hasta las 748 y 996. El juego incluye un modo carrera (Ducati Life) donde los jugadores suben la escalera para ganar cuatro licencias diferentes, compre mejores motos y accesorios como cascos, capas de pintura y personalizaciones de motos. Función de carreras rápidas regulares y modo arcade, pantalla dividida para dos jugadores, contrarreloj y carreras regulares. Las pistas nuevas se pueden desbloquear y almacenar en el menú Recompensas.
El juego está respaldado por el campeón mundial Carl Fogarty. Los jugadores pueden competir con él y ganar su moto.

## Recepción
Las versiones para PlayStation y Windows recibieron críticas mixtas o promedio, mientras que la versión para Dreamcast recibió críticas generalmente desfavorables según el sitio web de agregación de reseñas Metacritic.